# Герлах IV фон Велденц
Герлах IV фон Велденц (на немски: Gerlach IV von Veldenz; † пр. 30 април 1245) от Старата линия Велденц е граф на Велденц (1220 – 1240).

## Произход и наследство
Той е син на граф Герлах III фон Велденц († сл. 1214), името на майка му не е известно. Внук е на граф Герлах II фон Велденц († сл. 1186) и правнук на граф Герлах I фон Велденц († сл. 1133) и Цецилия от Тюрингия († сл. 1141), дъщеря на Лудвиг Скачащия († 1123) от род Лудовинги. Роднина е на Агнес фон Велденц († сл. 1185), първата съпруга на херцог Симон II от Лотарингия († 1206).
Брат му Хуго († сл. 1251) е каноник в катедралата на Трир. Графовете на Велденц измират по мъжка линия през 1259 г. и са наследени от внучката му Агнес фон Велденц, графиня на Велденц (1259 – 1270), омъжена за Хайнрих I фон Геролдсек, граф на Велденц (1270 – 1298).

## Фамилия
Герлах IV фон Велденц се жени пр. 25 февруари 1236 г. за вилдграфиня Беатрикс фон Вилдграф фон Даун († сл. 1245), дъщеря на вилдграф Конрад II фон Даун († сл. 1263) и Гизела фон Саарбрюкен († сл. 1265), дъщеря на граф Симон II фон Саарбрюкен († 1207) и Лиутгард фон Лайнинген († сл. 1239). Те имат две деца:
- Герлах V фон Велденц († между юли 1259 и 13 септември 1260), граф на Велденц (1254 – 1259), женен 1254/1257 г. за графиня Елизабет фон Цвайбрюкен († между 3 март 1258 и 17 юни 1259), дъщеря на Хайнрих II фон Цвайбрюкен († 1282) и Агнес фон Еберщайн († сл. 1284). Родители на:
  - Агнес фон Велденц (* 1258; † 1277), наследничка, графиня на Велденц (1259 – 1270), омъжена пр. април 1277 г. за Хайнрих I фон Геролдсек († 1296/1298), граф на Велденц (1270 – 1298)
- Аделхайд фон Велденц († 1268), омъжена сл. 1249 г. за Крафто фон Боксберг, господар на Швайнберг († 19 май 1271), син на Волфрад I фон Крутхайм († 1234) и Аделхайд фон Боксберг († сл. 1213)